# Лондиньи
Лондиньи́ (фр. Londigny) — коммуна во Франции, находится в регионе Пуату — Шаранта. Департамент — Шаранта. Входит в состав кантона Вильфаньян. Округ коммуны — Конфолан.
Код INSEE коммуны — 16189.
Коммуна расположена приблизительно в 350 км к юго-западу от Парижа, в 60 км южнее Пуатье, в 50 км к северу от Ангулема.
Север и восток коммуны в значительной степени покрыты лесами.

## Население
Население коммуны на 2008 год составляло 247 человек.
| 1962 | 1968 | 1975 | 1982 | 1990 | 1999 | 2008 |
| ---- | ---- | ---- | ---- | ---- | ---- | ---- |
| 311  | 278  | 242  | 242  | 228  | 219  | 247  |

## Администрация
| Период | Период | Фамилия       | Партия  | Примечания |
| ------ | ------ | ------------- | ------- | ---------- |
| 1995   | 2008   | Ив Манжюи     | Зелёные | фермер     |
| 2008   |        | Моник Рагонно |         |            |

## Экономика
В 2007 году среди 144 человек в трудоспособном возрасте (15—64 лет) 94 были экономически активными, 50 — неактивными (показатель активности — 65,3 %, в 1999 году было 63,2 %). Из 94 активных работали 83 человека (46 мужчин и 37 женщин), безработных было 11 (5 мужчин и 6 женщин). Среди 50 неактивных 6 человек были учениками или студентами, 31 — пенсионерами, 13 были неактивными по другим причинам.

## Фотогалерея

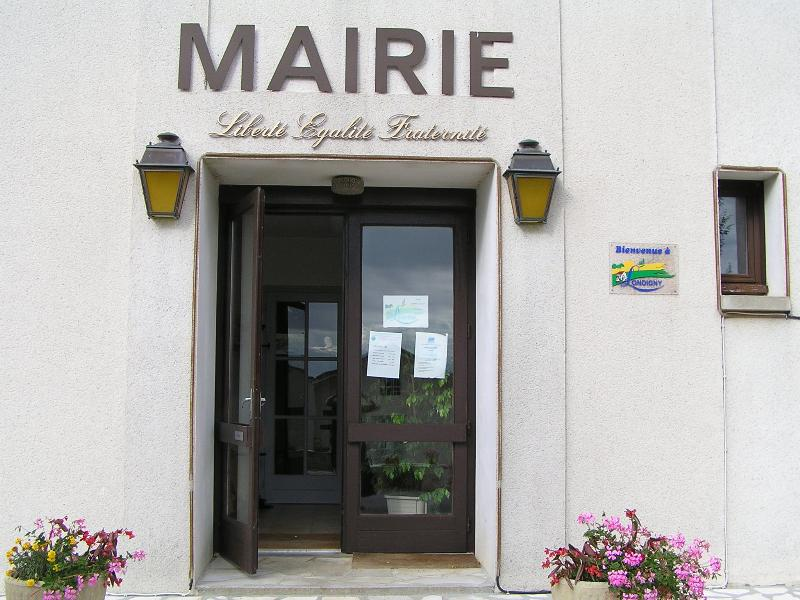
Мэрия
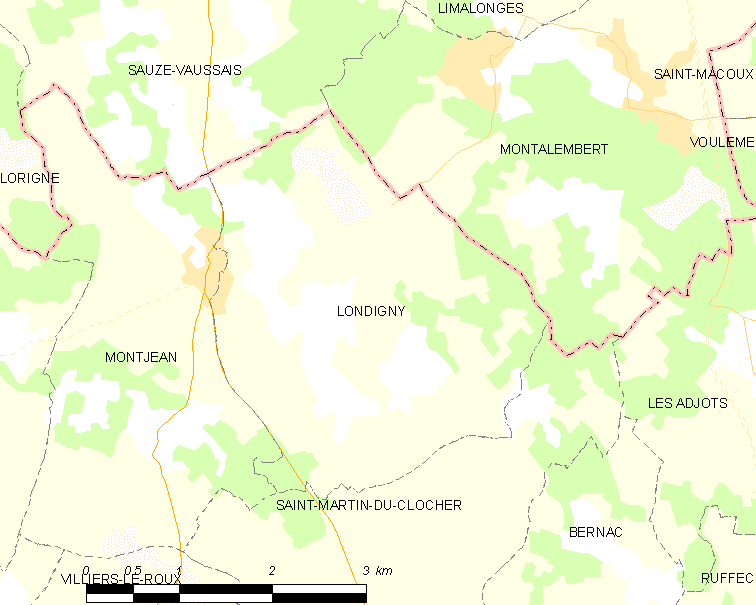
Карта коммуны